# ستيوارت فليتشير (موسيقي)
ستيوارت فليتشير (بالإنجليزية: Stuart Fletcher)‏ هو موسيقي بريطاني، ولد في 16 يناير 1976 في يورك في المملكة المتحدة.